# DSL (groupe)
Pour les articles homonymes, voir DSL.
DSL est un groupe français de rap et de musique électronique, évoluant sur le label Ed Banger Records.

## Biographie
En 2002, DSL - correspondant aux initiales des trois frères : David (chant), Stéphane (DJ) et Lionel (basse) - est signé sur le label Record Makers et participe à la compilation I Hear Voices. Un premier maxi, Les Beats Qui Tapent Fort, paraît en novembre. L'année suivante, l'album J.A.Y.M. propose un rap ouvert sur le reggae et l'electro, porté par des textes virulents et audacieux (« Sexual »).
Pourtant bien parti, DSL disparaît au fil des ans malgré quelques collaborations (QHuit, etc.). Le retour a lieu en 2008 avec la parution de l'EP Invaders sur Ed Banger Records, avec des remixes de Busy P et Djedjotronic. Puis c'est au tour de « Find Me in the World » sur la troisième compilation du label. La même année, DSL participe au mouvement de la Danse électro en travaillant sur la composition musicale du film Génération Electro et sort en octobre 2009 Stupid Bitches, signe du renouveau de DSL.

En octobre 2011 sort le single Supa Love accompagné d'un clip vidéo diffusé à la télévision sous le label Ed Banger Records.